# سكندر بن بهلول اللودهي
سكندر لودي بن بهلول هو ثاني سلاطين السلالة اللودية حكام سلطنة دلهي. اعتلى عرش السلطنة في 17 شعبان سنة 894 هـ/1488م وذلك بعد وفاة والده بهلول اللودي. سار سكندر بعد توليه الحكم على توطيد ملكه، وانتزع سكندر «قلعة ربري» و«حصن جندوار» من أخيه الثائر «علم خان»، وقام بمطاردته حتى استسلم، ووقع بينه وبين أخيه «باربك» حاكم «جونبور» نزاع انتهى بانهيار مقاومة باربك، وما لبث باربك حتى دخل تحت حكم أخيه. وفي سنة 909 هـ/1503م ترك سكندر لودي مدينة دلهي وذهب للسكن في مدينة أغرة التي قد أسسها. وقضى بقية أيامه حتى وفاته في سنة 923 هـ/1517م في مواجهة أمرائه الأفغان. يُشتهر سكندر لودي بسيرته الحسنة وحُبه للعلم فقد أمر بترجمة عدد من العلوم الهندية إلى اللغة الفارسية -لغة العلم في الهند في ذلك الوقت-.